# 出水インターチェンジ

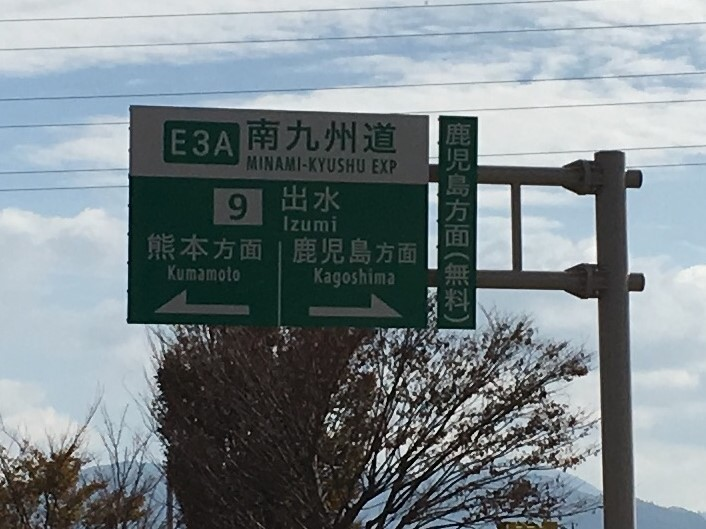
出入口の標識（2017年11月12日撮影）

出水インターチェンジ（いずみインターチェンジ）は、鹿児島県出水市下知識町にある南九州西回り自動車道（芦北出水道路・出水阿久根道路）のインターチェンジである。

## 歴史
- 1993年（平成5年）度 : 芦北ICから出水ICまでの区間が芦北出水道路として事業化。
- 1997年（平成9年）度 : 出水ICから阿久根ICまでの区間が出水阿久根道路として事業化[4]。
- 2005年（平成17年）12月9日 : 同インターチェンジを含む区間が都市計画決定。
- 2008年（平成20年）3月15日 : 出水IC - 阿久根IC間着工。
- 2016年（平成28年）10月31日 : IC名称が「出水IC」で正式決定[5]。
- 2017年（平成29年）11月12日 : 出水IC - 高尾野北IC間開通に伴い供用開始[6]。これにより出水阿久根道路全線開通。
- 未定 : 水俣IC - 出水IC間開通予定。

## 道路
- E3A 南九州西回り自動車道（芦北出水道路・出水阿久根道路）

## 接続する道路
- 国道328号
- 国道3号（国道328号を介した間接接続）

## 周辺
- ヤマト運輸出水営業所[7]
- 佐川急便出水営業所
- 出水市街
- 特産館いずみ
- ツル博物館クレインパークいずみ
- 出水市総合運動公園
- 出水市立米ノ津小学校
- 出水市立米ノ津中学校
- 出水市立出水商業高等学校
- 鹿児島県立出水特別支援学校

## ギャラリー

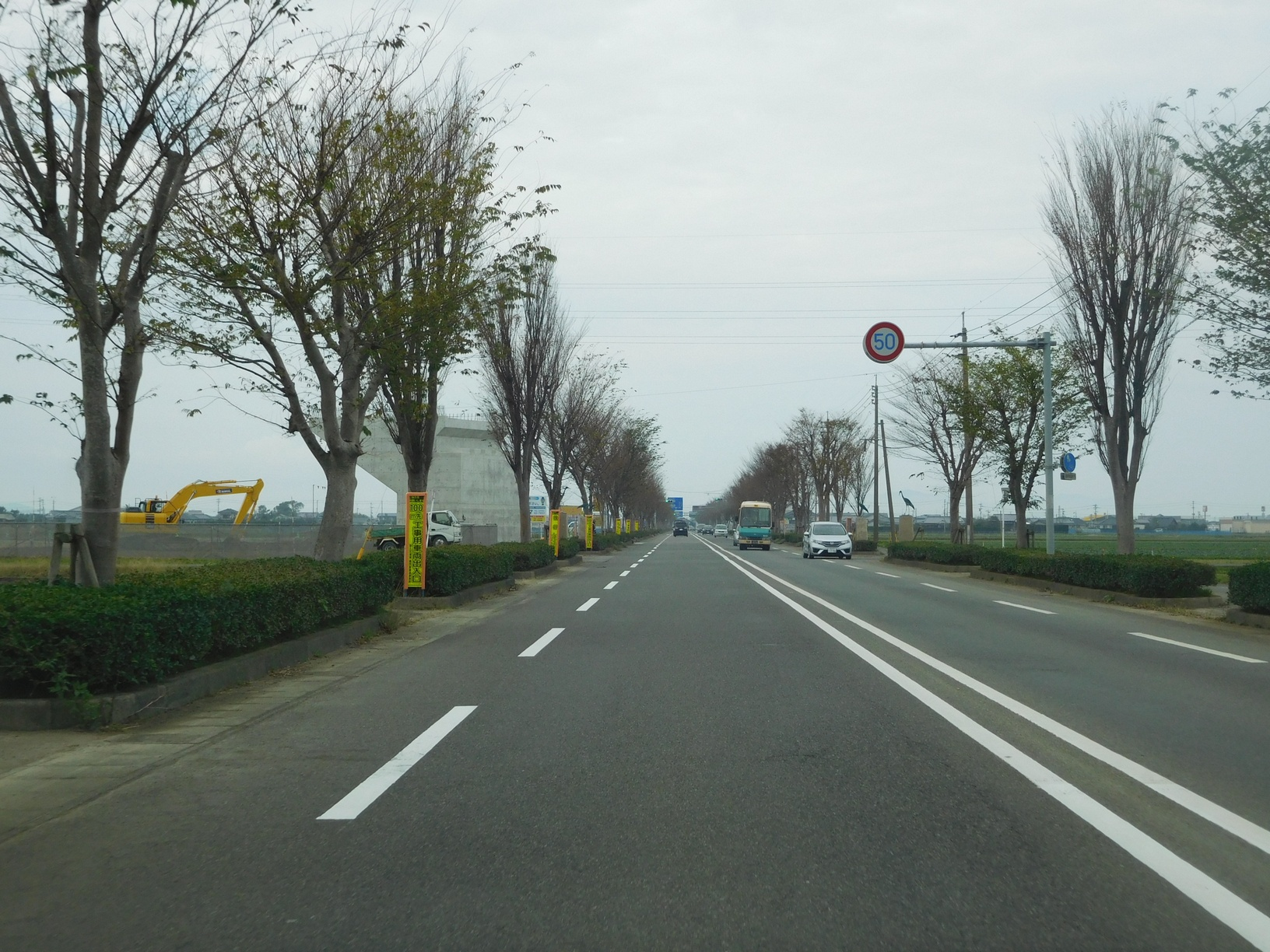
出水インターチェンジ設置予定地付近（2015年）
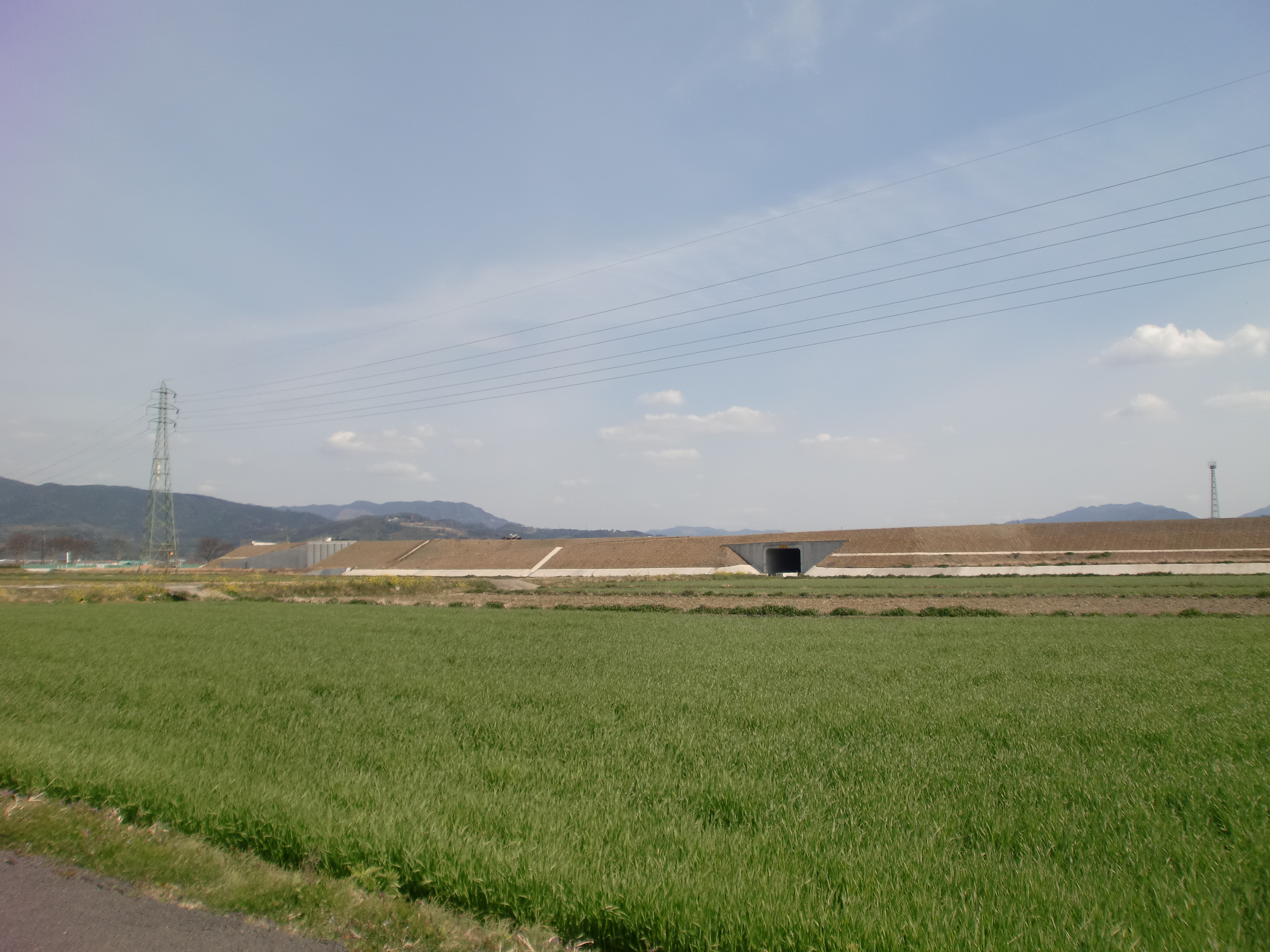
建設中の出水ICを北西方向から俯瞰（2017年3月撮影）

## 隣
E3A 南九州西回り自動車道（芦北出水道路・出水阿久根道路）
出水北IC（事業中） - （9）出水IC - （10）高尾野北IC